# Samana (Indien)
Samana ist eine Stadt im indischen Bundesstaat Punjab.
Die Stadt ist Teil des Distrikt Patiala. Samana hat den Status eines Municipal Council. Die Stadt ist in 17 Wards (Wahlkreise) gegliedert.

## Demografie
Die Einwohnerzahl der Stadt liegt laut der Volkszählung von 2011 bei 54.072. Samana hat ein Geschlechterverhältnis von 910 Frauen pro 1000 Männer und damit einen für Indien üblichen Männerüberschuss. Die Alphabetisierungsrate lag bei 86,4 % im Jahr 2011. Knapp 68 % der Bevölkerung sind Hindus, ca. 29 % sind Sikhs, ca. 1 % sind Muslime und weniger als 1 % gehören einer anderen oder keiner Religion an. 11,1 % der Bevölkerung sind Kinder unter 6 Jahren.